# 1891 год в кино

## События
- В марте Уильям Диксон успешно дорабатывает прототип горизонтального кинетоскопа.
- 20 мая произошло первое представление публике прототипа горизонтального кинетоскопа — «Приветствие Диксона». Показ проходил в Национальной федерации женских клубов в Уэст-Ориндж, Нью-Джерси.
- 24 августа Томас Эдисон подаёт патент на киносъёмочный аппарат.

## Фильмы
- «Боксирующие мужчины» , США (реж. Уильям Диксон, Уильям Хейз (англ. William Heise)).
- «Ньюаркский атлет» (англ. Newark Athlete), США (реж. Уильям Диксон).
- «Приветствие Диксона» (англ. Dickson Greeting), США (реж. Уильям Диксон).

## Родились
- 7 февраля — Энн Литтл, американская актриса (умерла в 1984 году).
- 9 февраля — Рональд Колман, британский актёр (умер в 1958 году).
- 6 марта — Виктор Килиан, американский актёр (умер в 1979 году).
- 8 марта — Сэм Джаффе, американский актёр театра и кино (умер в 1984 году).
- 11 марта — Гертруд Волле (нем. Gertrud Wolle), немецкая актриса (умерла в 1952 году).
- 28 марта — Георгий Тусузов — советский актёр театра и кино, Заслуженный артист РСФСР (умер в 1986 году).
- 31 марта — Виктор Варкони, венгерский и американский актёр (умер в 1976 году).
- 2 апреля — Джек Бучанан (англ. Jack Buchanan), режиссёр, сценарист и актёр (умер в 1957 году).
- 10 апреля — Тим МакКой (англ. Tim McCoy), американский актёр, военный (умер в 1978 году).
- 15 апреля — Уоллес Рид, американский актёр немого кино, режиссёр, сценарист (умер в 1923 году).
- 23 апреля — Сергей Прокофьев, советский композитор (умер в 1953 году).
- 1 мая — Александр Разумный, режиссёр, Заслуженный деятель искусств РСФСР (умер в 1972 году).
- 13 мая — Фриц Расп (нем. Fritz Rasp), немецкий актёр (умер в 1976 году).
- 23 июля — Гарри Кон, президент и основатель Columbia Pictures (умер в 1958 году).
- 4 августа — Маргит Макай (венг. Makay Margit), венгерская актриса (умерла в 1989 году).
- 10 ноября — Филипп Сэнтон (англ. Philip Sainton), композитор (умер в 1967 году).
- 14 ноября — Юзеф Орвид, польский актёр (погиб в 1944 году).